# Залькрайс
Залькрайс (нем. Saalkreis) — упразднённый район в Германии. Центр района — город Халле. Район входил в землю Саксония-Анхальт. Занимал площадь 605,90 км². Население — 76 521 чел. Плотность населения — 126 человек/км².
Официальный код района — 15 2 65.
Район подразделялся на 40 общин.

## Города и общины
1. Кабельскеталь (9 060)

Объединения общин
Управление Гёчеталь-Петерсберг
1. Бракстедт (934)
2. Гёчеталь (5 949)
3. Крозиг (888)
4. Кюттен (416)
5. Морль (916)
6. Острау (1 311)
7. Петерсберг (703)

Управление Эстлихер-Залькрайс
1. Брашвиц (1 255)
2. Хоэнтурм (2 075)
3. Ландсберг (8 496)
4. Нимберг (1 474)
5. Пайссен (1 093)
6. Оппин (1 579)
7. Шверц (544)

Управление Залькрайс-Норд
1. Брахвиц (1 000)
2. Дёблиц (181)
3. Домниц (813)
4. Дёссель (372)
5. Гимриц (368)
6. Лёбеюн (2 352)
7. Науэндорф (1 845)
8. Нойц-Леттевиц (938)
9. Плёц (779)
10. Ротенбург (902)
11. Веттин (2 118)

Управление Вестлихер-Залькрайс
1. Безенштедт (1 311)
2. Бенштедт (1 515)
3. Финштедт (244)
4. Клошвиц (495)
5. Лискау (2 676)
6. Зальцмюнде (2 531)
7. Шохвиц (1 249)
8. Цаппендорф (1 569)

Управление Вюрде/Зальца
1. Ангерсдорф (1 213)
2. Дорнштедт (775)
3. Хёнштедт (1 605)
4. Лангенбоген (2 634)
5. Штойден (977)
6. Тойченталь (9 553)